# Vlag van oblast Koergan
De vlag van oblast Koergan is in gebruik sinds 25 november 1997. De vlag bestaat uit drie even hoge horizontale banen van wit, groen en wit. Groen en wit zijn al lang de traditionele kleuren van Siberië, een regio die soms wordt gedefinieerd als waaronder oblast Koergan valt. In het midden van de groene baan liggen twee witte grafheuvels. In het Russisch is het woord voor dit type grafheuvel koergan, de bron van de naam van de oblast.